# 司学館高等学校
司学館高等学校（しがくかんこうとがっこう）は、滋賀県東近江市にある私立の単位制・通信制高等学校である。

## 概要
- 出願資格は滋賀県・京都府在住者に限られる。

## 沿革
- 1996年（平成8年）4月 - 司学館松下高等学校を設立。
- 2000年（平成12年）4月 - 校名を司学館高等学校と改称。

## 部活動
- 美術サークルくまんバチ
- 料理クラブ
- ボードゲームサークル